# Eugénie Niboyet
Pour les articles homonymes, voir Niboyet.
Eugénie Mouchon, dite Eugénie Niboyet, née le 10 septembre 1796  à Montpellier et morte le 5 janvier 1883 à Paris, est une écrivaine et journaliste française. Philanthrope protestante et militante des droits des femmes, elle est une figure importante du féminisme et du journalisme féminin au XIXe siècle.

## Biographie

### Jeunesse et origines
Eugénie Mouchon, est née le 10 septembre 1796 à Montpellier. C'est la fille de Georges-Louis Mouchon (c.1764-1842),et de Marguerite Gal-Ladeveze (1767-). Son père est pharmacien il exerce à Montpellier puis à Lyon. Elle est la petite-fille de Pierre Mouchon (1733-1797) pasteur protestant genevois, auteur d'une table analytique et raisonnée de l'Encyclopédie de Diderot et d'Alembert.
Eugénie Niboyet donne des éléments autobiographiques dans la dernière partie de son ouvrage Le Vrai Livre des femmes : 
« Je relève d'une famille lettrée, d'origine genevoise » écrit-elle. Son père, qu'elle présente comme étant venu en France pour être « élève à la faculté de médecine de Montpellier », semble exercer la profession d'apothicaire, à partir de 1783. Il est gagné aux idées de la Révolution, et devient, selon une source, successivement «pharmacien en chef de l'hôpital Sans-Culotte», puis exerce «la charge d'inspecteur et de surveillant des pharmacies de la 9e division militaire». Eugénie Niboyet souligne l'importance de l'origine genevoise dans l'ouverture de son père Georges aux idées nouvelles issues de la Révolution, mais aussi sa modération, son « refus des excès », qui lui valut de devoir se réfugier dans les Cévennes pour éviter l'échafaud. Il est en difficulté professionnelle lors du changement de régime, et sommé de faire valider ses diplômes de pharmacien, ce qui le pousse à quitter la ville avec sa famille, pour gagner Lyon où il reprend, 12 Place Bellecour, un exercice de pharmacien . Il a épousé Marguerite Gal-Ladeveze, qu'Eugénie Niboyet présente comme la « fille d'un pasteur du Gard » Jean Gal Ladévèze 
À Lyon où la famille est installée, Georges-Louis Mouchon et son épouse élèvent leurs six enfants (deux garçons et quatre filles) dans « le respect et l'amour » de Bonaparte. Un des fils, Louis, aide de camp du général Teste, trouve la mort en 1812, à la Moskova et l'autre Émile (1796-1864), officier de santé, est fait prisonnier à Dresde. Lors des Cent-jours l’Empereur  s’arrête à Lyon où il est accueilli avec ferveur, Eugénie d’un balcon applaudit le grand homme et son frère accompagne le carrosse . Lors du retour des Bourbons Eugénie Niboyet est marquée par l'arrestation d'une partie de sa famille, et ses visites à la prison de Lyon. Cela ne l'empêche pas d'affirmer: « en ce temps-là ma religion c'était l'Empire, mon idole Napoléon premier ».ors 
Eugénie Niboyet a trois sœurs: Sophie, Elisa et Alexandrine (dite Aline). Elle écrit plus tard à Elisa et Aline : « Nous n’écrivons pas pour les esprits étroits qui veulent borner la femme aux soins du ménage. Les femmes n’ont plus à acquérir leur liberté, mais à l’exercer ». Sa sœur Alexandrine épousera François Juif (dit Jules), avocat et fouriériste, cousin de Julie Vigoureux et de son mari Victor Considerant.

### Mariée et mère puis séparée
À 26 ans, Eugénie Mouchon épouse à Lyon le 8 octobre 1822, Paul-Louis Niboyet, âgé de 30 ans, avocat protestant, fils du Colonel Jean Niboyet, anobli en 1810 par Napoléon Ier. Dans son autobiographie, elle insiste sur l'attachement de sa famille à Napoléon, qu'elle évoque comme l'une des raisons du choix de son époux : « Enfant de l'Empire je ne pouvais épouser qu'un impérialiste ». Le couple s'installe à Mâcon. Le 22 juin 1825, nait leur unique enfant, Jean Alexandre Paulin Niboyet (1825-1906), qui sera plus tard écrivain sous le pseudonyme de Fortunio Niboyet (il sera le père de Jean-Paulin Niboyet, juriste spécialiste du droit international privé dans la première moitié du XXe siècle). En 1836, Eugénie Niboyet et son mari se séparent ; elle devient veuve en 1855.

### Débuts littéraires
En novembre 1829, en accord avec son mari, elle s'installe à Paris. Séparée de son mari vers 1836 et ne disposant d'aucune fortune, elle a besoin de travailler et commence à gagner sa vie avec l'écriture.
Elle publie des traductions de livres pour enfants édités par Lydia Maria Child, et sept titres de l’auteure Maria Edgeworth.
Première traductrice française de l’œuvre de Charles Dickens , elle publie Le Club des Pickwistes, roman comique.
En 1836, elle  présente son ouvrage Des aveugles et de leur éducation au concours de la Société de la morale chrétienne et partage un prix de 1 000 francs avec Pierre-Armand Dufau.
En 1837, face aux difficultés financières dans lesquelles elle se débat, elle sollicite un secours auprès du ministre de l'Instruction publique en vue d'obtenir une indemnité littéraire. C’est le Comte de  Salvandy qui lui octroie une modeste pension littéraire de 800F. Mais en juillet 1848  le comte de Vaulabelle retirera cette pension à la scandaleuse présidente du Club des Femmes.
En 1837, elle compose deux pièces : Le Protecteur, un vaudeville en 1 acte (avec M. Lurine), qui est joué le 10 mai 1837 au Théâtre du Vaudeville, et La Justice au village, une comédie représentée au Théâtre de M. Comte (Théâtre Choiseul) le 23 décembre de la même année. En 1840, elle produit une troisième œuvre dramatique pour les enfants L'Atelier de David ou les Jeunes peintres, vaudeville en 1 acte, co-écrit avec Mélanie Dumont, créé  le 1er août 1840, au Théâtre du Gymnase enfantin.

### Philanthrope protestante et militante féministe
Protestante fervente et philanthrope Eugénie Niboyet incarne une avant-garde du militantisme féministe à une époque où les droits des femmes étaient très restreints. Elle apparait comme une figure de la philanthropie féminine protestante dans le mouvement pour les droits des femmes.

### La Société de la morale chrétienne
Elle rejoint la Société de la morale chrétienne, dont elle devient secrétaire générale, et s’implique dans nombre de sujets de société, notamment la réforme des prisons. Cette activité  lui permet de rencontrer l'activiste et quakeresse anglaise Elizabeth Fry. Elle s'intéresse aussi à l’amélioration de l’éducation et à la lutte en faveur de l'abolition de l’esclavage dans les colonies françaises,. En 1836 elle concourt sur L'abolition de la peine de mort et son prix lui est remis par Lamartine qui affirme dans son discours de réception avoir découvert " l'âme et le génie d'une femme".. Désormais Lamartine sera un soutien important pour Eugénie , il interviendra personnellement en sa faveur à plusieurs reprises allant même jusqu'à nommer son fils Paulin au consulat d'Honolulu

### Saint-Simonienne
En 1830, la Société de la morale chrétienne partageait ses salles de conférences avec les Saint-Simoniens. Eugénie Niboyet assiste aux prêches des saint-simoniens, et, conquise par leurs idées, elle adhère au mouvement avec son mari et son fils qu'elle a convaincus. Le 20 juillet 1830, Prosper Enfantin nomme quatre femmes membres du collège : Aglaé Saint-Hilaire, Caroline Simon, Mme Collard et Eugénie Niboyet. Elles sont chargées de la prédication auprès des ouvriers, mais aussi de leur apporter secours et instruction. En 1831 Eugénie Niboyet partage avec Sébastien Bottiau, la charge de la section saint-simonienne des 4e et 5e arrondissements de Paris.
Le conflit entre les deux Pères, Saint-Amand Bazard et Prosper Enfantin, et la volonté de ce dernier de changer radicalement les règles de la morale sexuelle, en établissant la communauté des femmes, le schisme de Bazard et l'orientation radicalement religieuse donnée par Enfantin provoquent de nombreux départs. Eugénie Niboyet va s'éloigner d'un mouvement dont elle ne renie pas les idées sur l'économie.

### Début du journalisme féminin
Avec les prolétaires saint-simoniennes, elle fait partie du groupe des femmes qui participent au premier titre écrit intégralement par des femmes : La Femme libre, créé par Marie-Reine Guindorf et Désirée Véret.

### Fouriériste
Comme les deux fondatrices de La Femme libre, elle se rapproche du mouvement de Charles Fourier qui présente le traitement des femmes comme la mesure la plus vraie du progrès social, ce dernier lui adresse une lettre. Elle va rencontrer Flora Tristan, le projet de journal conçu ensemble n'aboutira pas.

### Femme de presse et inventrice
De retour à Lyon en 1833, Eugénie Niboyet fonde le premier journal féministe en province avec la création du titre Le Conseiller des femmes, hebdomadaire sans illustration imprimé chez Boitel. Le journal dénonce l'esclavage des femmes, publie des articles en faveur de l'éducation et de l'instruction des femmes, elle en appelle à la solidarité féminine. Des poèmes de  Marceline Desbordes-Valmore, sont publiés. L'Echo de la Fabrique, journal des canuts applaudit en 1834, à la création  de L’Athénée des femmes. Eugénie, témoin de la révolte des Canuts, décide d'en rendre comte dans son journal et publie un Précis historique des évènements de Lyon,. Le gouvernement supprime la liberté de presse , le Conseiller doit disparaître. Elle ne se décourage pas et   fonde la même année le bihebdomadaire purement  littéraire, Mosaïque lyonnaise, dont elle est rédactrice en chef. En janvier 1835, « désireuse de répandre à Lyon une nouvelle méthode d'enseignement », elle ouvre deux cours gratuits d'orthographe en trente leçons quotidiennes, destinés à la classe ouvrière et aux femmes. Mal comprise et surveillée par les autorités, elle  doit se résoudre à quitter Lyon et regagne Paris où  elle est rédactrice en chef de l'hebdomadaire La Paix des deux mondes, écho des sociétés de la paix, du commerce, de l'industrie, des sciences, de la littérature et des arts du 15 février au 17 octobre 1844.
En juillet 1836, Eugénie Niboyet participe à la fondation de  La Gazette des Femmes. Un club de rédacteurs et d'abonnés, se réunit pour soutenir et gérer le journal, mais aussi pour débattre de la lutte pour l’exercice des droits politiques et civiques des femmes. Lors de ces réunions hebdomadaires du jeudi, au 27 de la rue Laffitte, on peut y rencontrer Flora Tristan, Hortense Allart, Anaïs Ségalas et de nombreuses autres féministes

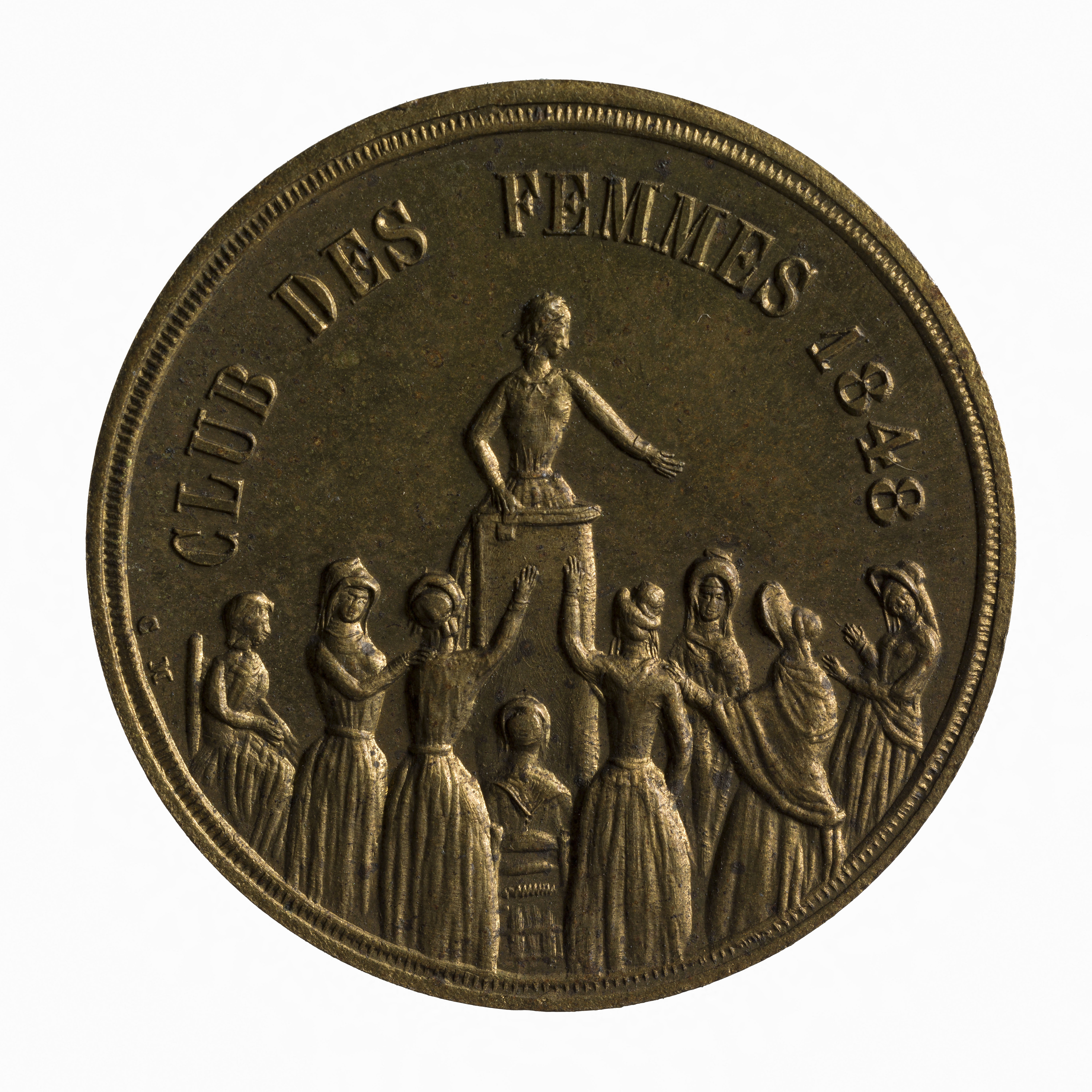
Médaille Club des femmes, 1848,

Eugénie  a aussi une formation scientifique et veut améliorer la tenue de l’encre en imprimerie, elle obtient  le 7 juillet 1838 un brevet d'invention de dix ans pour une encre indélébile.

### Engagement  féministe et politique

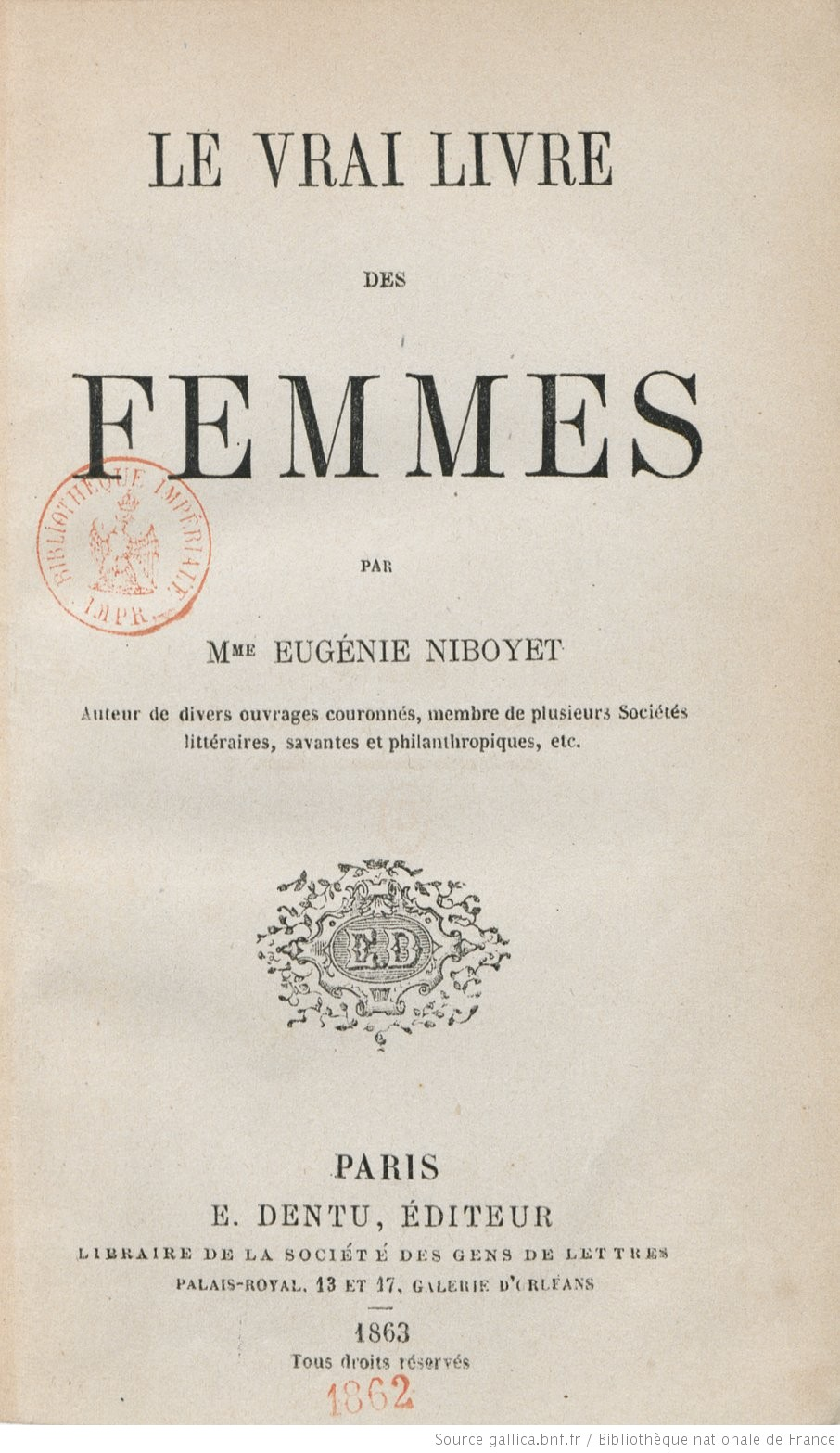
Couverture de son ouvrage Le Vrai Livre des femmes (1863).

La révolution de 1848 suscite un nouvel espoir, notamment la levée des restrictions de réunion permettant le développement des groupes qui militent pour les droits des femmes.
En mars 1848, Eugénie Niboyet fonde et dirige un journal ne traitant que de la question des femmes et de leurs droits. La Voix des Femmes, sous-titré « Journal socialiste et politique, organe d’intérêts pour toutes les femmes », est le premier quotidien français féministe. Sur le modèle du club de La Gazette des Femmes, La Voix des Femmes va bientôt s'adjoindre un club politique - une Société - à laquelle vont participer de nombreuses féministes déjà impliquées dans les petites parutions précédentes. Eugénie Niboyet réussit à rassembler autour du combat féministe des femmes déjà impliquées comme Jeanne Deroin, Désirée Gay, Suzanne Voilquin, Elisa Lemonnier, et Anaïs Ségalas, mais aussi des autrices populaires : Gabrielle Soumet, Amélie Prai, Adèle Esquiros. Ce mouvement n'est plus seulement réservé aux femmes; des hommes, tels Jean Macé, Olinde Rodrigues, Emile Péreire et Isaac  Péreire, l'Abbé Constant, Emile Deschamps ou encore  Paulin Niboyet, son fils y contribuent.

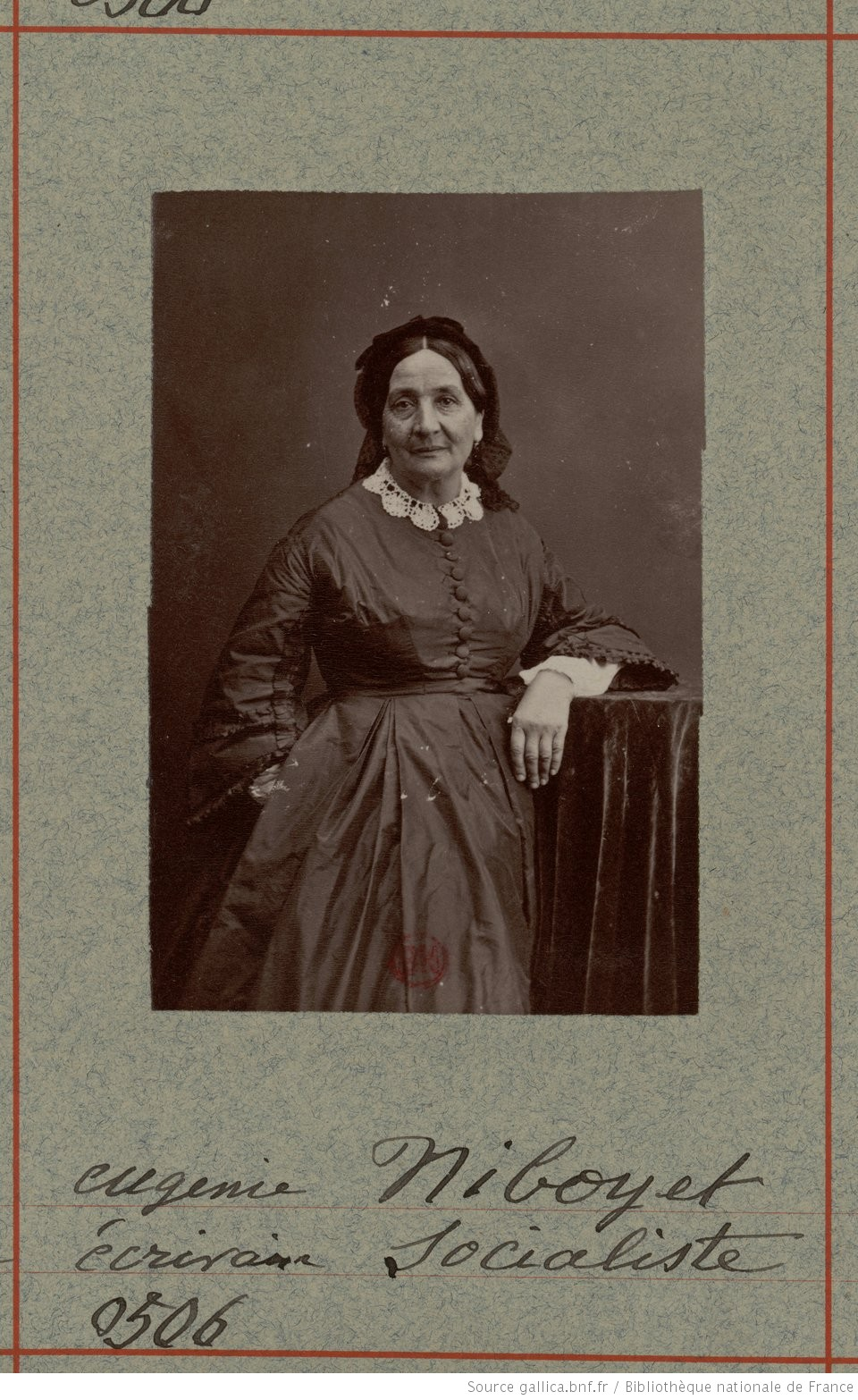
BnF Cliché Nadar 1863

Le Club défend un catalogue très large de réformes favorables aux femmes, tant dans le domaine domestique que celui de la politique, des conférences s'adressent aux femmes. Au mois de mai, le club ose mettre à l’ordre du jour la question du divorce, il y a foule de contestataires hommes ce jour-là, s'ensuit un énorme chahut. Le journal Le Charivari s'en prend régulièrement à la Voix des femmes et aux clubs féminins, il publie une série de caricatures d'Honoré Daumier, « les Divorceuses ».
L’approche  des élections et l'extension du droit de vote à tous les hommes provoque une initiative retentissante, une femme de renom se devrait de se porter candidate, le 5 avril 1848: La Voix des Femmes propose spontanément  la candidature de George Sand à l’Assemblée constituante. Sand désavoue cette initiative et juge durement ces femmes qu'elle affirme ne pas connaître  Le bruit de l'affaire est retentissant, il se retourne contre les promoteurs de cette initiative.
En mai et  juin  1848 des  émeutes à Paris  dégénèrent gravement  . De nombreuses arrestations ont lieu. Les  libertés sont à nouveau restreintes et particulièrement la presse et le droit de réunion. Le Préfet de Paris ferme le club des femmes pour «atteinte à la sécurité de l’état». Ainsi est interdit le droit de réunion des clubs de femmes. Le 20 juin, Eugénie Niboyet, découragée et meurtrie, cesse la publication de La Voix des Femmes, les féministes se dispersent pour éviter la répression.
Elle adresse  dans un dernier élan un Catéchisme moral destiné aux femmes de la classe ouvrière au Comte de Vaulabelle, Ministre de l'Instruction Publique.

### Militante infatigable
Eugénie Niboyet gagne Lyon où elle crée L'Association fraternelle des femmes ouvrières lyonnaise pour l'exploitation de toutes les industries, société coopérative de production selon un modèle fouriériste. Puis devant la menace d'une arrestation elle se retire de la vie publique et s'exile à  Bruxelles puis Genève où elle vit difficilement. L'indemnité littéraire qui lui avait été attribuée en 1839 est supprimée et ne lui sera jamais restituée.
Elle regagne Paris en 1855, assiste au baptême de sa première petite fille et se fait oublier car elle se sait surveillée par la police impériale. Elle ne veut pas nuire à la carrière de son fils Paulin qui enchaîne les postes diplomatiques.
Elle revient sur le devant  de la scène en publiant en 1863 Le Vrai Livre des femmes.
Elle assume son passé de quarante huitarde, mais s’affirme comme une femme de son temps. Ses écrits s’intéressent à la femme moderne, elle reste persuadée que l’émancipation de la femme doit passer par l’éducation et l’instruction. Elle fait l’éloge de la femme industrielle et industrieuse.
Ses lettres à Léon Richer, directeur de la revue Le Droit des femmes, attestent qu'elle s'intéresse toujours au mouvement féministe.
Elle tisse des liens professionnels et amicaux  avec le célèbre photographe Nadar. Une longue relation épistolaire en témoigne. Elle passe commande de deux portraits d’elle et de son fils Paulin. Elle pense lier photographie et écriture en faisant figurer son portrait au début de son livre ou ceux de femmes célèbres  dans une série d’articles  pour le journal Le Réveil.
En 1864, elle publie le Journal pour toutes afin d'améliorer l'éducation et le sort des femmes. Journal généraliste aux multiples rubriques. Amis et connaissances sont mobilisés et signent de nombreux articles. Ce sera l’ultime journal fondé par Eugénie, ses efforts pour maintenir le journal dureront jusqu’en 1865 où elle devra non sans amertume constater que le mouvement féministe s’essoufle.
Elle crée une Société de protection mutuelle pour les femmes, à l'intention des Dames enseignantes, autorisée en novembre 1865. Poursuivant son idée sociétaire, elle propose de construite une Cité des Dames, selon un modèle fouriériste.
Début 1870 elle participe au concours Arlès-Dufour organisé par l’Académie des sciences, belles lettres et Arts de Lyon. Le mémoire d’Eugénie, de soixante-dix pages, daté du 27 janvier 1870 ne fut pas du gout des commissaires; il s’agit pourtant d’une pièce bien travaillée, elle obtient le 2ème prix.
— elle a 74 ans, on retrouve ses formules percutantes qui ne sont pas sans rappeler son passé de journaliste, socialiste et féministe. Son mémoire traite des salaires, de l’éducation, du travail, de l’égalité homme-femme; l’auteure examine dans leur contexte les différentes catégories de femmes condamnées aux professions subalternes, les ouvrières, les paysannes, les institutrices, les artistes. Les sociétés coopératives, les cités ouvrières apparaissent comme le moyen d’échapper à leur sort, sans oublier le droit de vote : « Ce n’est pas l’énergie qui leur manque, c’est le sentiment de leur valeur ».
Dès le  début de la Guerre franco-allemande de 1870 elle quitte Paris et se trouve refuge en Italie.
À son retour en 1871 après la Commune de Paris, elle reprend la plume pour défendre une femme :  Rose Jardinaud, accusée à tort d’être une Pétroleuse.
Elle appuie les recours en grâce en faveur des déportés de Nouvelle Calédonie.
En 1878, elle a 82 ans, elle est célébrée au Congrès féministe de Paris.
En 1879 Eugénie publie encore des romans . La Chanoinesse, les Borotin, une Seconde Borgia et son ultime Roman à 84 ans Samuel pour lequel elle reçoit un prix de La Société d’encouragement au bien.
Peu avant sa disparition elle disait: " Du sein de ma demeure solitaire, puissè-je un jour voir la lumière resplendir sur l’humanité, l’illuminer, la diriger, et moi rendre grâce à Dieu, promoteur éternel du progrès dans le temps et dans l’éternité"
Son fils Paulin a pris sa retraite et quitté le Consulat Général de Lisbonne en 1881 pour s'occuper de sa mère Eugénie ." J'ai un fils adoré, une famille adorable, des amis et des meilleurs, tout cela fait de moi une des heureuses de ce monde, attendant avec calme la fin d'une vie bien remplie"
Eugénie Niboyet meurt à Paris le 5 janvier 1883 à l’âge de 87 ans. Elle est inhumée dans le petit cimetière du Montparnasse (division 19)
Nelly Lieutierdira: «Elle est notre devancière à toutes»

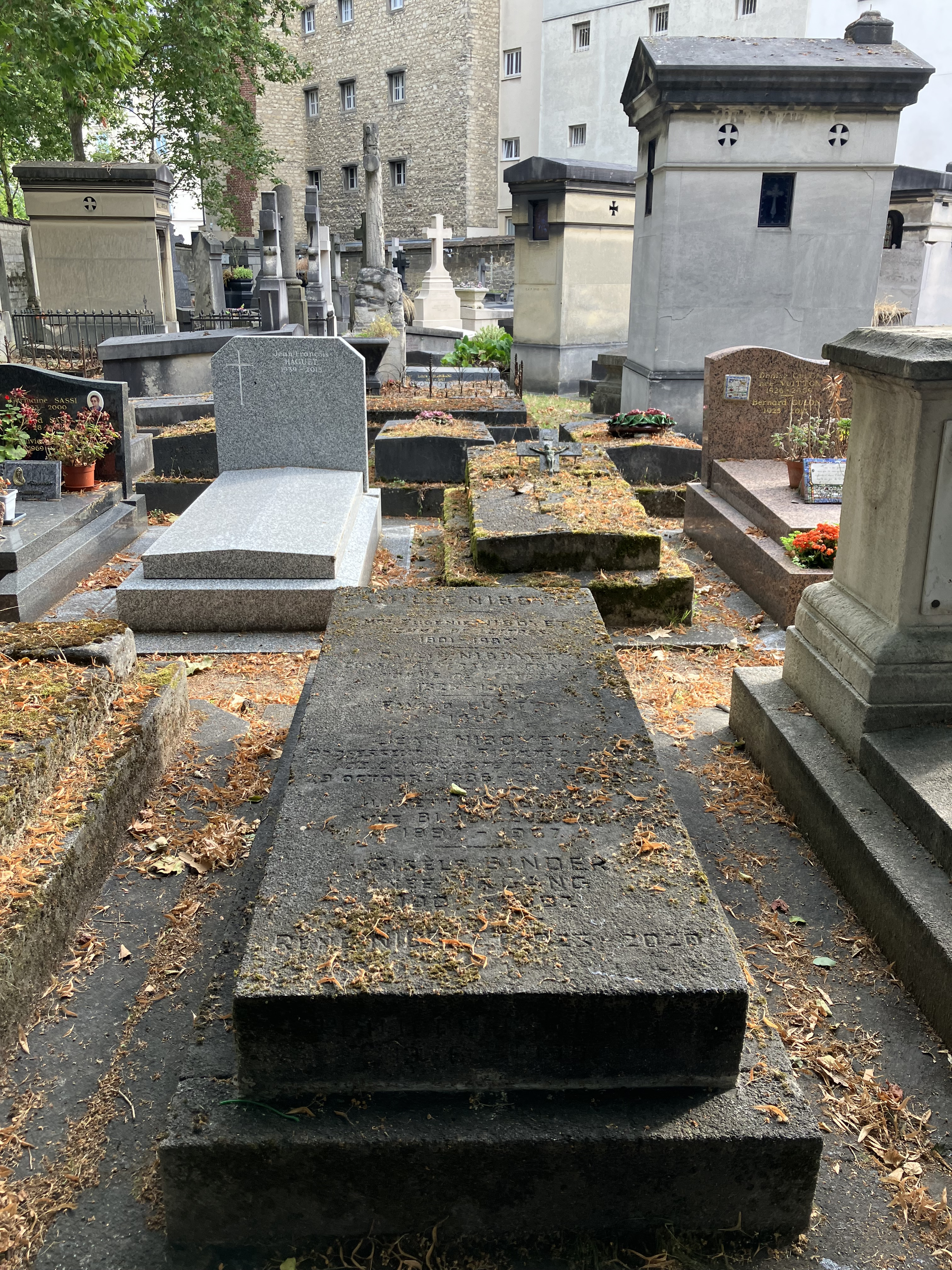
Tombe d'Eugénie Niboyet.

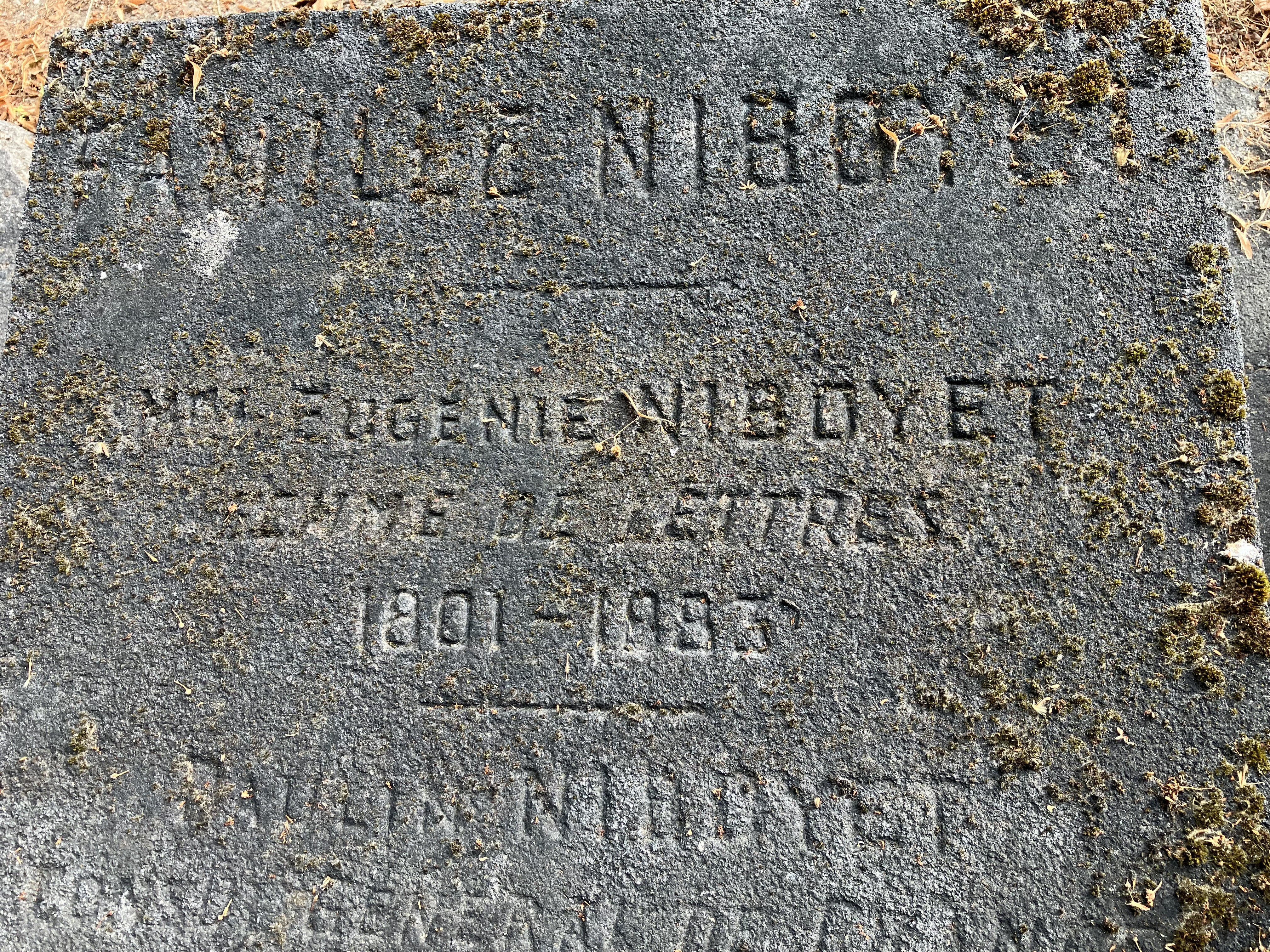
Inscruption sur sa tombe.

## Hommages

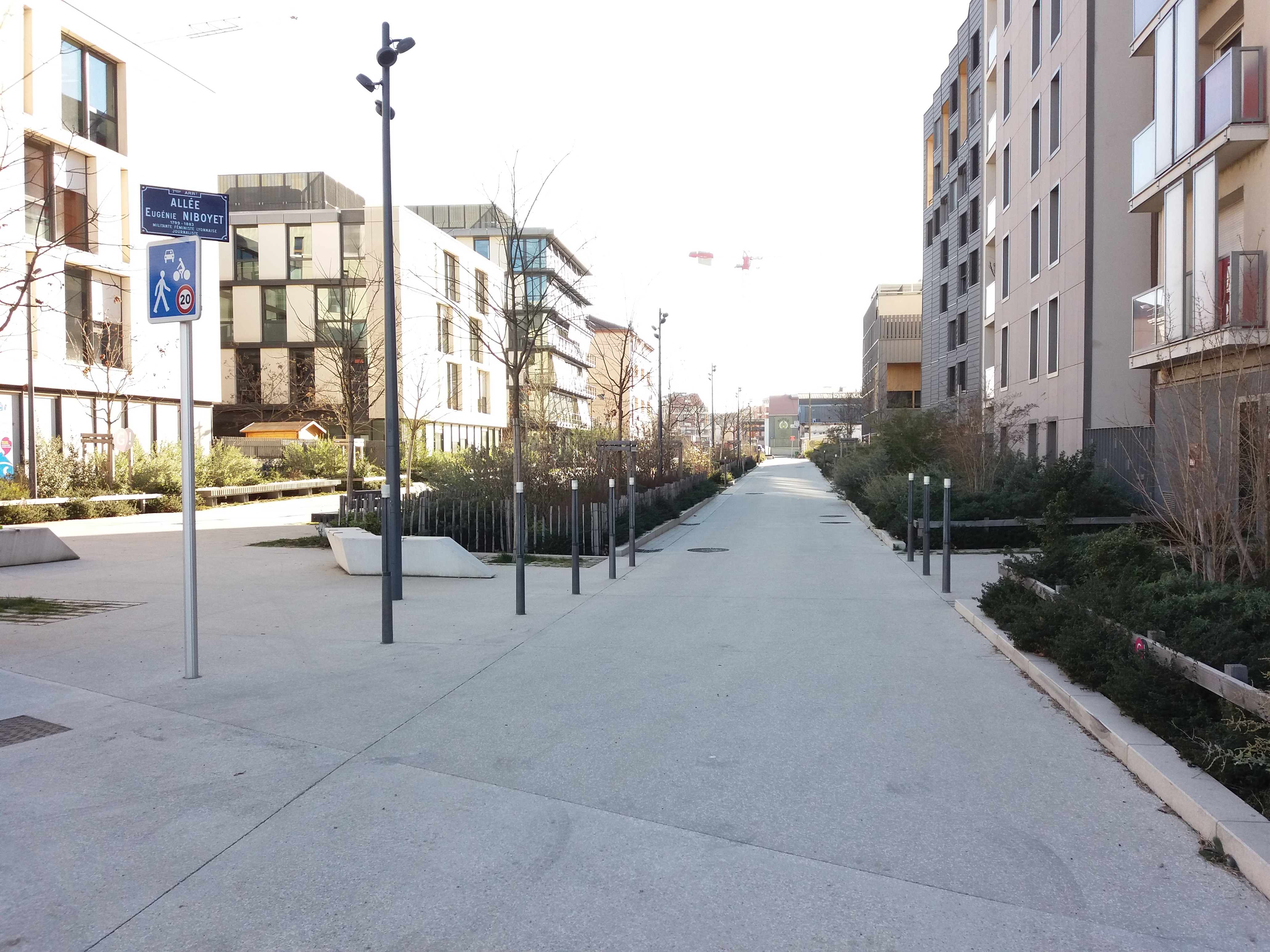
L'allée Eugénie-Niboyet à Lyon, en février 2019.

Plusieurs lieux ont été nommés en hommage à Eugénie Niboyet :
- Crèche Eugénie Niboyet, à Villeurbanne[69],[70].
- Allée Eugénie-Niboyet, dans le 7e arrondissement de Lyon (inaugurée en 2016)[70]

- Allée Eugénie Niboyet à Saint-Nazaire 44600 Loire Atlantique[71] , ( inaugurée en 2017)[72]
- Allée Eugénie Niboyet, 35136 Saint-Jacques-de-la-Lande, Ille et Vilaine[73](Inaugurée en 2018)[74]

## Publications
- Précis historique sur les évènements de Lyon au mois d’avril 1834, Lyon, Boitel, 1834.
- ·De la nécessité d’abolir la peine de mort, Paris, L. Babeuf, 1836, Bibl. Nat. Rp 2116.
- ·Des Aveugles et de leur éducation, Paris, P. H. Krabbe, 1837, Bibl. Nat. R 44855.
- ·De la réforme du système pénitentiaire en France, Paris, Charpentier, Leclercq, 1838, Bibl. Nat. R 44858.
- ·Les Deux Frères, histoire intime, Paris, C. Le Clère, 1839, Bibl. Nat. Y2 56235.
- ·Le Banquier, ou l’an dix-huit cent soixante, Mme Eugénie Niboyet, Etrennes aux souscripteurs de la banque philanthropique ; Le calendrier porte 1840, Paris, Baelen, IV-51p.
- ·Lucien, imité de l’anglais, Paris, Langlois et Leclercq, 1841, Bibl. Nat. R 54997.
- ·Souvenirs d’enfance, imité de l’anglais, Paris, Langlois et Leclercq, 1841, Bibl. Nat. 44859.
- ·Quinze jours de vacances, imité de l’anglais, Paris, Langlois et Leclercq, 1841, Bibl. Nat. Y2 56236.
- ·Dieu manifesté par les œuvres de la création, manuel d'éducation, Paris, Didier, 1842, Bibl. Nat. S 32005-32008.
- ·Notice historique sur la vie et les ouvrages de G. L. B. Wilhem, Paris, P.-H. Krabbe, 1843, Bibl. Nat. 8° Ln27 2170.
- ·Catherine II et ses filles d’honneur, roman, Paris, Dentu, 1847.
- ·Le Vrai Livre des femmes, Paris, Dentu, 1863, Bibl. Nat. 44860.
- ·Les Borotin. La Chanoinesse. Une seconde Borgia, Romans, Paris, Dentu, 1879, Bibl. Nat. 8° Y2 3461.
- ·Contes moraux, dédiés à la jeunesse des écoles, Paris, E. Voreaux, 1879, Bibl. Nat. 8° Y2 3476.
- ·Samuel, récits d’un jeune voyageur en Océanie, Paris, E. Voreaux, 1880, Bibl. Nat. 8° P2 108.

## Traductions
- ·Première traduction de Dickens en français[75]: Le Club des Pickwistes. Roman comique d’après "The Posthumus Papers of Pickwick Club, traduit librement de l’Anglais, Paris, Charpentier, 1838.
- ·Ouvrages d’éducation ou contes par Miss Mary Edgeworth, traduits de l’anglais, Laurence le paresseux, Baboeuf, sd. –  Mime, suivi du Pigeon blanc, Baboeuf, sd. – Les Bracelets, Baboeuf, sd.  – la Marchande de paniers, Baboeuf, sd. –  la Révolte au pensionnat, Baboeuf, sd – Simple Suzane, Baboeuf, sd.  –  Forester ou la manie de l’indépendance, Paris, Baboeuf 1836 – les Orphelins, Tours, Mame et Cie., 1841.
- ·Anna Laetitia Barbauld, Leçons pour les petits enfants, un modèle de pédagogie, traduits de l’anglais, Paris, Baboeuf, 1836.
- ·Lydia-Maria Child, Le Livre des jeunes mères, de la romancière et journaliste américaine
- ·Traduction des romans anglais de la bibliothèque des princes de Fürstenberg, au château de Donaueschingen.

## Correspondances
- ·Arch. Nat., BB 24/753 et 754 ; Fonds Considérant, lettres d’Eugénie Niboyet dont pétition des femmes lyonnaises et statut de l’Association des femmes ouvrières lyonnaises (10 AS 41).
- ·Lettres d’Eugénie Niboyet à Jules Lechevalier et à société fraternelle des ouvrières unies (10 AS 39) ; Série F 17 3195.
- ·Lettres d’Eugénie à propos de son fils, Ministère des affaires étrangères, Archives diplomatiques, La Courneuve, direction des archives personnelles, dossier individuel, 1re série : cartons 3095 Niboyet Paulin Jean Alexandre.
- ·Bibl. Arsenal, Fonds Enfantin, lettres d’Eugénie Niboyet à Enfantin (7762), lettres d’Eugénie Niboyet aux Pères (7819, 7794), Propagation saint simonienne des IVe et Ve arrondissements d’Eugénie Niboyet et de Botiau du 6 juillet au 2 décembre 1831 (7815)
- ·Bibl. Hist. Ville de Paris, Fonds Bouglé, 11 lettres d’Eugénie Niboyet, carton 42 48.
- ·Bibl. Marguerite Durand : Dossier Niboyet.
- ·Lettres diverses, collection privée.
- ·BnF Collection d'autographes formée par Félix Nadar ID/Cote : btv1b10093ossier Niboyet.
- Archives nationales, lettres d’Eugénie Niboyet au ministère de l’Instruction publique et des cultes.

## Journaux fondés et dirigés par eugénie Niboyet
- La Femme Libre, 1832 (avec les saint-simoniennes).
- ·Le Conseiller des Femmes, Lyon, 1833-1834, premier journal féministe en province.
- ·La Mosaïque lyonnaise, Lyon, 1834, N°1 /11 octobre 1834.
- ·L’Ami des familles, Paris, 1835.
- ·La Paix des deux mondes, Journal des intérêts sociaux, du commerce, de l’industrie et des sciences, Paris (hebdomadaire 15 février 1844/17 octobre 1845).
- La Voix des femmes, Journal socialiste et politique, organe des intérêts de toutes, Paris, 20 mars1848/20 juin 1848, quotidien 3 fois par semaine, interruption du 29 avril au 28 mai.
- Le Journal  pour toutes, Journal socialiste et politique, organe d’intérêt pour toutes, Paris (hebdomadaire, No 1 : 21 décembre1864, No 124 : 21 décembre 1867).

## Publications dans journaux
- ·Le Citateur féminin, recueil de la littérature féminine ancienne et moderne : journal littéraire, artistique, biographique et critique, Paris, in-8, paraît le 8 de chaque mois -1835.
- ·La Gazette des Femmes, lutte pour l’exercice des droits politiques et civiques, Paris, 1836-38 (hebdomadaire), rédacteurs et abonnés réunis au sein d’un club débattaient chaque semaine du contenu éditorial.
- ·L’Avenir, Paris, 1831-1839, journal quotidien français dont le premier numéro paru le 16 octobre 1831. Ce journal défendait les idéaux du catholicisme libéral.
- ·L ’Ami de la jeunesse et de la famille. Paris ; 1825-1913. Mensuel. Illustré. Vente à la Librairie Protestante.
- ·L’Œil du diable ; Le Furet des salons et des coulisses, journal du monde élégant, des théâtres, 15 janvier 1846 – 1er avril 1844

## Théâatre et musique
- Le Protecteur, vaudeville en 1 acte (avec M. Lurine), joué le 10 mai 1837 au Théâtre du Vaudeville.
- La Justice au village, comédie représentée au Théâtre de M. Comte (Théâtre Choiseul) le 23 décembre 1837
- L'Atelier de David ou les Jeunes peintres, vaudeville en 1 acte (avec Mélanie Dumont), œuvre dramatique pour les enfants créé  le 1er août 1840, au Théâtre du Gymnase enfantin.
- Les Inconséquences de Jeanne, en collaboration avec Dorlanges, joué au théâtre de Cluny en 1874[76].
- Lucette, mélodie, Paris, Heugel, 1837
- La Marseillaise de la Paix, parodie en 4 couplets adressée au Ministre de L'Instruction publique, des Cultes et des Beaux-arts, 14 février 1879.